# Ideopsis salvini
Ideopsis salvini är en fjärilsart som beskrevs av Butler 1866. Ideopsis salvini ingår i släktet Ideopsis och familjen praktfjärilar. Inga underarter finns listade i Catalogue of Life.